# Poșta Câlnău
Poşta Câlnău é uma comuna romena localizada no distrito de Buzău, na região de Muntênia. A comuna possui uma área de 83.24 km² e sua população era de 5918 habitantes segundo o censo de 2007.